# Naser Guivehchi
Naser Guivehchi (Teherán, Irán, 12 de noviembre de 1932-15 de mayo de 2017) fue un deportista iraní especialista en lucha libre olímpica donde llegó a ser subcampeón olímpico en Helsinki 1952.

## Carrera deportiva
En los Juegos Olímpicos de 1952 celebrados en Helsinki ganó la medalla de plata en lucha libre olímpica estilo peso pluma, tras el turco Bayram Sit (oro) y por delante del estadounidense Josiah Henson (bronce).